# 阿巴康唑
阿巴康唑（INN：albaconazole；开发代号：UR-9825）是一种实验性三唑类抗真菌药。它具有潜在的广谱活性，可能可以用于治疗南美锥虫病。它也被研究作为抗原虫剂。